# بوينت لينس ليقتهوس (للنيلين)
بوينت لينس ليقتهوس (بالإنجليزية: Point Lynas Lighthouse)‏ هي منارة تقع في المملكة المتحدة في Near Llaneilian, Anglesey, Wales.